# رباط الرحم المستدير

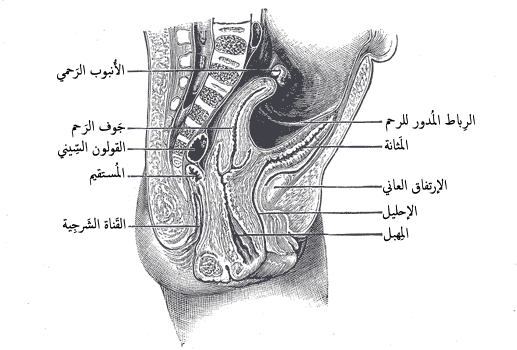
مقطع سهمي عبر الحوض لطفلة حديثة الولادة، ويبدو رباط الرحم المستدير في أعلى اليمين

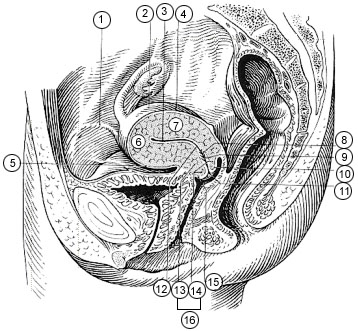
1- رباط الرحم المستدير، 2- المبيض، 3- التجويف الرحمي، 4- السطح المعوي للرحم، 5- السطح المثاني (تجاه المثانة)، 6- قاع الرحم، 7- جسم الرحم، 8- الطيات الخوصية لقناة عنق الرحم Palmate folds of cervical canal،
9- قناة عنق الرحم، 10- الشفة الخلفية Posterior lip،
11- الفوهة الخارجية للرحم، 12- الجزء ما فوق المهبل لقناة عنق الرحم، 13- الجزء المهبلي لقناة عنق الرحم، 14- الشفة الأمامية، 15- عنق الرحم

ينشأ رباط الرحم المستدير round ligament of the uterus من قرون الرحم. في النسيج الضام لقاع الحوض يغادر رباط الرحم المستدير الحوض عبر الحلقة الأربية العميقة Deep inguinal ring، ماراً بالنفق الأربي، ويستمر في طريقه حتى يصل للشفرين الكبيرين، حيث تنتشر أليافه وتختلط بنسيج مرتفع العانة.

## الوظيفة
وظيفة رباط الرحم المستدير هو المحافظة على الإنقلاب الأمامي للرحم (وهو وضعية قاع الرحم نحو البطن) أثناء الحمل. وعادة ما يقوم رباط عنق الرحم الجانبي بدعم الزاوية الرحمية. وعندما ينمو الرحم أثناء الحمل فإن رباط الرحم المستدير يتمدد مسبباُ ألماً للأم الحامل.

## علم الأجنة
ينشأ رباط الرحم المستدير من الرباط الذيلي التناسلي gubernaculum الذي يربط الغدة التناسلية بالتورم الشفري الصفني Labioscrotal swelling في الجنين.

## الإمداد بالدم
يستمد الرباط المستدير حاجته من الدم من شريان الرباط المستدير، والذي يعرف باسم شريان سمبسون Sampson artery

## صور إضافية

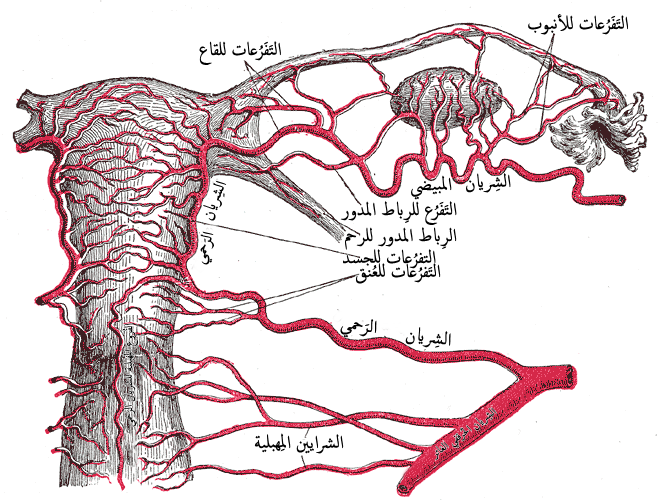
شرايين الأعضاء الداخلية لأنثى، وترى من الخلف
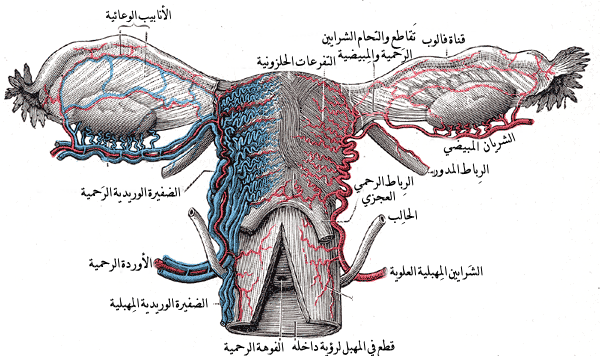
أوعية الرحم الدموية وملحقاتها، من الخلف
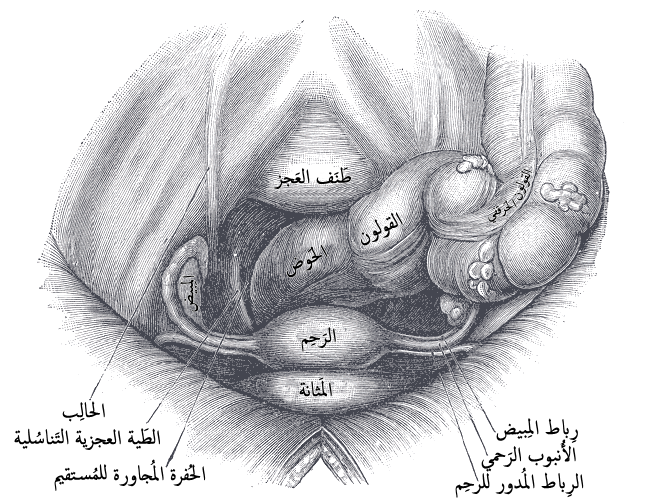
حوض أنثى ومكوناته، يرى من الأمام ومن فوق
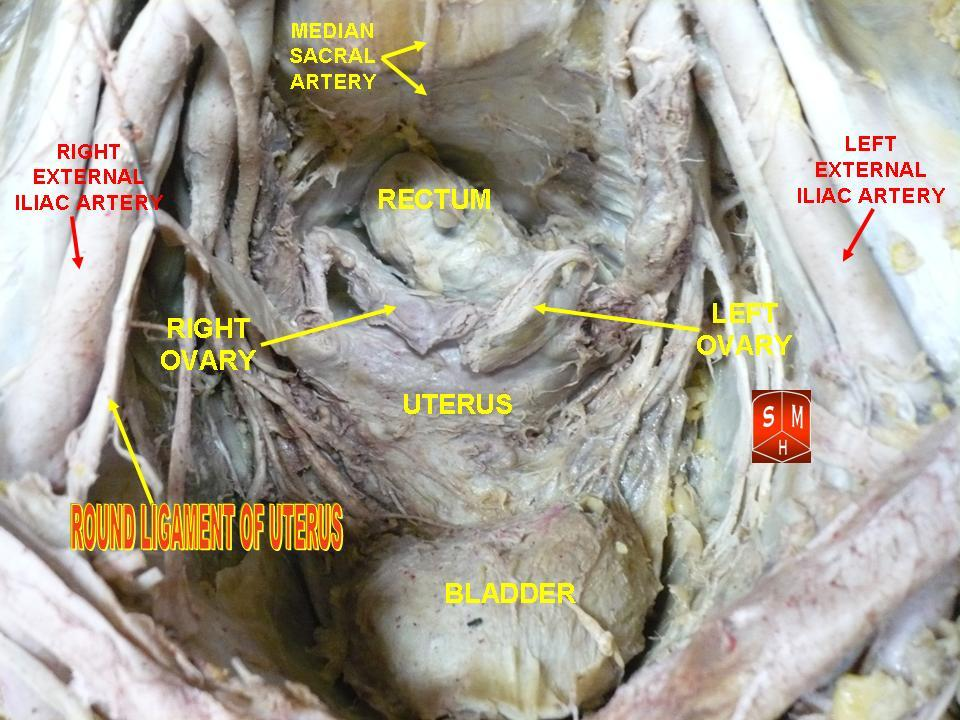
رباط الرحم المستدير
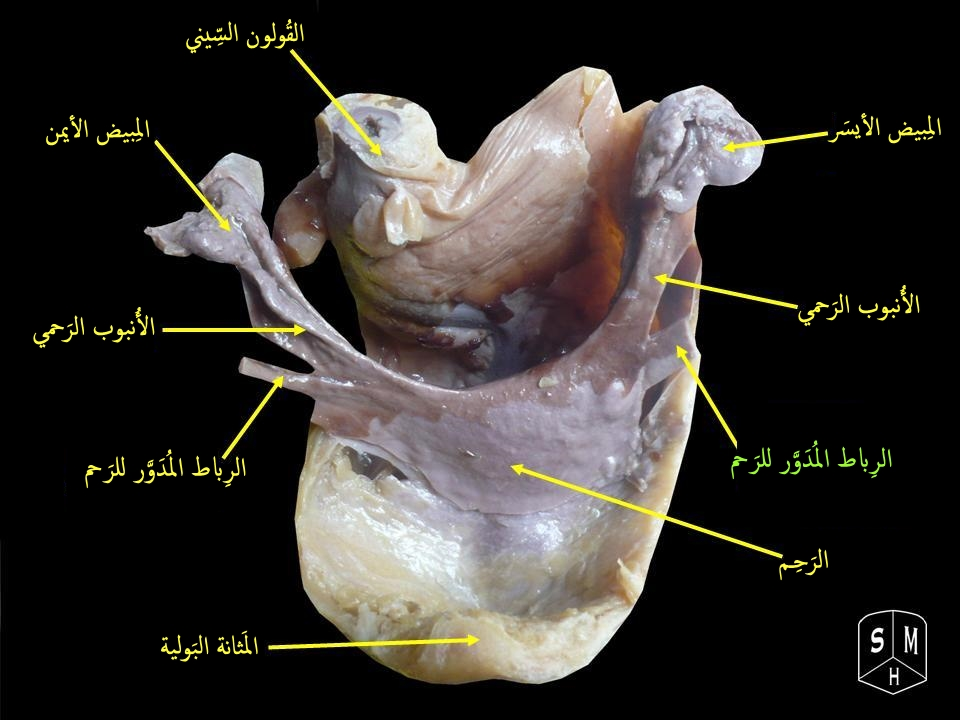
رباط الرحم المستدير